# Grine felder
Grine felder (jiddisch גרינע פעלדער, englischer Originaltitel: Green fields) ist ein jiddischsprachiger Spielfilm aus den USA von 1937. Er basiert auf der gleichnamigen Theaterstück von Perez Hirschbein von 1916.

## Handlung
Der Film erzählt vom Jeschiwa-Schüler Levy Jizchok, der sich in Weißrussland auf Wanderschaft begibt, und in einem Dorf bei einer jüdischen Familie unterkommt.

## Produktion
Nach dem großen Publikumserfolg von Yidl mitn Fidl entschloss sich der Hollywood-Produzent Roman Rebush, auch einen Spielfilm für das jiddischsprachige Publikum in den USA zu drehen.
Er engagierte den Regisseur Edgar G. Ulmer, der zuvor einen ukrainischsprachigen Film gemacht hatte.
Die Schauspieler kamen aus dem Yiddish Art Theatre in New York.